# Albo d'oro del singolare maschile dell'Australian Open
Elenco dei vincitori del singolare maschile al torneo degli Australian Open di tennis.
| Anno        | Vincitore                                           | Finalista                                           | Punteggio                                           |
| ----------- | --------------------------------------------------- | --------------------------------------------------- | --------------------------------------------------- |
| 1905        | Rodney Heath (1)                                    | Arthur Curtis                                       | 4–6, 6–3, 6–4, 6–4                                  |
| 1906        | Anthony Wilding (1)                                 | Francis Fisher                                      | 6–0, 6–4, 6–4                                       |
| 1907        | Horace Rice                                         | Harry Parker (1)                                    | 6–3, 6–4, 6–4                                       |
| 1908        | Fred Alexander                                      | Alfred Dunlop                                       | 3–6, 3–6, 6–0, 6–2, 6–3                             |
| 1909        | Anthony Wilding (2)                                 | Ernie Parker (2)                                    | 6–1, 7–5, 6–2                                       |
| 1910        | Rodney Heath (2)                                    | Horace Rice (1)                                     | 6–4, 6–3, 6–2                                       |
| 1911        | Norman Brookes                                      | Horace Rice (2)                                     | 6–1, 6–2, 6–3                                       |
| 1912        | James Parke                                         | Alfred Beamish                                      | 3–6, 6–3, 1–6, 6–1, 7–5                             |
| 1913        | Ernie Parker                                        | Harry Parker (3)                                    | 2–6, 6–1, 6–3, 6–2                                  |
| 1914        | Arthur O'Hara Wood                                  | Gerald Patterson (1)                                | 6–4, 6–3, 5–7, 6–1                                  |
| 1915        | Gordon Lowe                                         | Horace Rice (3)                                     | 4–6, 6–1, 6–1, 6–4                                  |
| 1916 - 1918 | non disputato a causa della prima guerra mondiale   | non disputato a causa della prima guerra mondiale   | non disputato a causa della prima guerra mondiale   |
| 1919        | Algernon Kingscote                                  | Eric Pockley                                        | 6–4, 6–0, 6–3                                       |
| 1920        | Pat O'Hara Wood (1)                                 | Ron Thomas                                          | 6–3, 4–6, 6–8, 6–1, 6–3                             |
| 1921        | Rhys Gemmell                                        | Alf Hedeman                                         | 7–5, 6–1, 6–4                                       |
| 1922        | James Anderson (1)                                  | Gerald Patterson (2)                                | 6–0, 3–6, 3–6, 6–3, 6–2                             |
| 1923        | Pat O'Hara Wood (2)                                 | Bert St John                                        | 6–1, 6–1, 6–3                                       |
| 1924        | James Anderson (2)                                  | Bob Schlesinger (1)                                 | 6–3, 6–4, 3–6, 5–7, 6–3                             |
| 1925        | James Anderson (3)                                  | Gerald Patterson (3)                                | 11–9, 2–6, 6–2, 6–3                                 |
| 1926        | John Hawkes                                         | Jim Willard                                         | 6–1, 6–3, 6–1                                       |
| 1927        | Gerald Patterson                                    | John Hawkes                                         | 3–6, 6–4, 3–6, 18–16, 6–3                           |
| 1928        | Jean Borotra                                        | Jack Cummings                                       | 6–4, 6–1, 4–6, 5–7, 6–3                             |
| 1929        | Colin Gregory                                       | Bob Schlesinger (2)                                 | 6–2, 6–2, 5–7, 7–5                                  |
| 1930        | Edgar Moon                                          | Harry Hopman (1)                                    | 6–3, 6–1, 6–3                                       |
| 1931        | Jack Crawford (1)                                   | Harry Hopman (2)                                    | 6–4, 6–2, 2–6, 6–1                                  |
| 1932        | Jack Crawford (2)                                   | Harry Hopman (3)                                    | 4–6, 6–3, 3–6, 6–3, 6–1                             |
| 1933        | Jack Crawford (3)                                   | Keith Gledhill                                      | 2–6, 7–5, 6–3, 6–2                                  |
| 1934        | Fred Perry                                          | Jack Crawford (1)                                   | 6–3, 7–5, 6–1                                       |
| 1935        | Jack Crawford (4)                                   | Fred Perry                                          | 2–6, 6–4, 6–4, 6–4                                  |
| 1936        | Adrian Quist (1)                                    | Jack Crawford (2)                                   | 6–2, 6–3, 4–6, 3–6, 9–7                             |
| 1937        | Vivian McGrath                                      | John Bromwich (1)                                   | 6–3, 1–6, 6–0, 2–6, 6–1                             |
| 1938        | Don Budge                                           | John Bromwich (2)                                   | 6–4, 6–2, 6–1                                       |
| 1939        | John Bromwich (1)                                   | Adrian Quist                                        | 6–4, 6–1, 6–3                                       |
| 1940        | Adrian Quist (2)                                    | Jack Crawford (3)                                   | 6–3, 6–1, 6–2                                       |
| 1941- 1945  | non disputato a causa della seconda guerra mondiale | non disputato a causa della seconda guerra mondiale | non disputato a causa della seconda guerra mondiale |
| 1946        | John Bromwich (2)                                   | Dinny Pails                                         | 5–7, 6–3, 7–5, 3–6, 6–2                             |
| 1947        | Dinny Pails                                         | John Bromwich (3)                                   | 4–6, 6–4, 3–6, 7–5, 8–6                             |
| 1948        | Adrian Quist (3)                                    | John Bromwich (4)                                   | 6–4, 3–6, 6–3, 2–6, 6–3                             |
| 1949        | Frank Sedgman (1)                                   | John Bromwich (5)                                   | 6–3, 6–2, 6–2                                       |
| 1950        | Frank Sedgman (2)                                   | Ken McGregor (1)                                    | 6–3, 6–4, 4–6, 6–1                                  |
| 1951        | Dick Savitt                                         | Ken McGregor (2)                                    | 6–3, 2–6, 6–3, 6–1                                  |
| 1952        | Ken McGregor                                        | Frank Sedgman                                       | 7–5, 12–10, 2–6, 6–2                                |
| 1953        | Ken Rosewall (1)                                    | Mervyn Rose                                         | 6–0, 6–3, 6–4                                       |
| 1954        | Mervyn Rose                                         | Rex Hartwig                                         | 6–2, 0–6, 6–4, 6–2                                  |
| 1955        | Ken Rosewall (2)                                    | Lew Hoad                                            | 9–7, 6–4, 6–4                                       |
| 1956        | Lew Hoad                                            | Ken Rosewall                                        | 6–4, 3–6, 6–4, 7–5                                  |
| 1957        | Ashley Cooper (1)                                   | Neale Fraser (1)                                    | 6–3, 9–11, 6–4, 6–2                                 |
| 1958        | Ashley Cooper (2)                                   | Malcolm Anderson                                    | 7–5, 6–3, 6–4                                       |
| 1959        | Alex Olmedo                                         | Neale Fraser (2)                                    | 6–1, 6–2, 3–6, 6–3                                  |
| 1960        | Rod Laver (1)                                       | Neale Fraser (3)                                    | 5–7, 3–6, 6–3, 8–6, 8–6                             |
| 1961        | Roy Emerson (1)                                     | Rod Laver                                           | 1–6, 6–3, 7–5, 6–4                                  |
| 1962        | Rod Laver (2)                                       | Roy Emerson                                         | 8–6, 0–6, 6–4, 6–4                                  |
| 1963        | Roy Emerson (2)                                     | Ken Fletcher                                        | 6–3, 6–3, 6–1                                       |
| 1964        | Roy Emerson (3)                                     | Fred Stolle (1)                                     | 6–3, 6–4, 6–2                                       |
| 1965        | Roy Emerson (4)                                     | Fred Stolle (2)                                     | 7–9, 2–6, 6–4, 7–5, 6–1                             |
| 1966        | Roy Emerson (5)                                     | Arthur Ashe (1)                                     | 6–4, 6–8, 6–2, 6–3                                  |
| 1967        | Roy Emerson (6)                                     | Arthur Ashe (2)                                     | 6–4, 6–1, 6–4                                       |
| 1968        | Bill Bowrey                                         | Juan Gisbert                                        | 7–5, 2–6, 9–7, 6–4                                  |
| 1969        | Rod Laver (3)                                       | Andrés Gimeno                                       | 6–3, 6–4, 7–5                                       |
| 1970        | Arthur Ashe                                         | Dick Crealy                                         | 6–4, 9–7, 6–2                                       |
| 1971        | Ken Rosewall (3)                                    | Arthur Ashe (3)                                     | 6–1, 7–5, 6–3                                       |
| 1972        | Ken Rosewall (4)                                    | Malcolm Anderson                                    | 7–6(2), 6–3, 7–5                                    |
| 1973        | John Newcombe (1)                                   | Onny Parun                                          | 6–3, 6–7, 7–5, 6–1                                  |
| 1974        | Jimmy Connors                                       | Phil Dent                                           | 7–6(7), 6–4, 4–6, 6–3                               |
| 1975        | John Newcombe (2)                                   | Jimmy Connors                                       | 7–5, 3–6, 6–4, 7–6(7)                               |
| 1976        | Mark Edmondson                                      | John Newcombe                                       | 6–7, 6–3, 7–6, 6–1                                  |
| gen. 1977   | Roscoe Tanner                                       | Guillermo Vilas                                     | 6–3, 6–3, 6–3                                       |
| dic. 1977   | Vitas Gerulaitis                                    | John Lloyd                                          | 6–3, 7–6, 5–7, 3–6, 6–2                             |
| 1978        | Guillermo Vilas (1)                                 | John Marks                                          | 6–4, 6–4, 3–6, 6–3                                  |
| 1979        | Guillermo Vilas (2)                                 | John Sadri                                          | 7–6(4), 6–3, 6–2                                    |
| 1980        | Brian Teacher                                       | Kim Warwick                                         | 7–5, 7–6(4), 6–3                                    |
| 1981        | Johan Kriek (1)                                     | Steve Denton (1)                                    | 6–2, 7–6(1), 6(1)–7, 6–4                            |
| 1982        | Johan Kriek (2)                                     | Steve Denton (2)                                    | 6–3, 6–3, 6–2                                       |
| 1983        | Mats Wilander (1)                                   | Ivan Lendl (1)                                      | 6–1, 6–4, 6–4                                       |
| 1984        | Mats Wilander (2)                                   | Kevin Curren                                        | 6(5)–7, 6–4, 7–6(3), 6–2                            |
| 1985        | Stefan Edberg (1)                                   | Mats Wilander                                       | 6–4, 6–3, 6–3                                       |
| 1986        | non disputato                                       | non disputato                                       | non disputato                                       |
| 1987        | Stefan Edberg (2)                                   | Pat Cash (1)                                        | 6–3, 6–4, 3–6, 5–7, 6–3                             |
| 1988        | Mats Wilander (3)                                   | Pat Cash (2)                                        | 6–3, 6(3)–7, 3–6, 6–1, 8–6                          |
| 1989        | Ivan Lendl (1)                                      | Miloslav Mečíř                                      | 6–2, 6–2, 6–2                                       |
| 1990        | Ivan Lendl (2)                                      | Stefan Edberg (1)                                   | 4–6, 7–6(3), 5–2 rit                                |
| 1991        | Boris Becker (1)                                    | Ivan Lendl (2)                                      | 1–6, 6–4, 6–4, 6–4                                  |
| 1992        | Jim Courier (1)                                     | Stefan Edberg (2)                                   | 6–3, 3–6, 6–4, 6–2                                  |
| 1993        | Jim Courier (2)                                     | Stefan Edberg (3)                                   | 6–2, 6–1, 2–6, 7–5                                  |
| 1994        | Pete Sampras (1)                                    | Todd Martin                                         | 7–6(4), 6–4, 6–4                                    |
| 1995        | Andre Agassi (1)                                    | Pete Sampras                                        | 4–6, 6–1, 7–6(6), 6–4                               |
| 1996        | Boris Becker (2)                                    | Michael Chang                                       | 6–2, 6–4, 2–6, 6–2                                  |
| 1997        | Pete Sampras (2)                                    | Carlos Moyá                                         | 6–2, 6–3, 6–3                                       |
| 1998        | Petr Korda                                          | Marcelo Ríos                                        | 6–2, 6–2, 6–2                                       |
| 1999        | Evgenij Kafel'nikov                                 | Thomas Enqvist                                      | 4–6, 6–0, 6–3, 7–6(1)                               |
| 2000        | Andre Agassi (2)                                    | Evgenij Kafel'nikov                                 | 3–6, 6–3, 6–2, 6–4                                  |
| 2001        | Andre Agassi (3)                                    | Arnaud Clément                                      | 6–4, 6–2, 6–2                                       |
| 2002        | Thomas Johansson                                    | Marat Safin (1)                                     | 3–6, 6–4, 6–4, 7–6(4)                               |
| 2003        | Andre Agassi (4)                                    | Rainer Schüttler                                    | 6–2, 6–2, 6–1                                       |
| 2004        | Roger Federer (1)                                   | Marat Safin (2)                                     | 7–6(3), 6–4, 6–2                                    |
| 2005        | Marat Safin                                         | Lleyton Hewitt                                      | 1–6, 6–3, 6–4, 6–4                                  |
| 2006        | Roger Federer (2)                                   | Marcos Baghdatis                                    | 5–7, 7–5, 6–0, 6–2                                  |
| 2007        | Roger Federer (3)                                   | Fernando González                                   | 7–6(2), 6–4, 6–4                                    |
| 2008        | Novak Đoković (1)                                   | Jo-Wilfried Tsonga                                  | 4–6, 6–4, 6–3, 7–6(2)                               |
| 2009        | Rafael Nadal (1)                                    | Roger Federer                                       | 7–5, 3–6, 7–6(3), 3–6, 6–2                          |
| 2010        | Roger Federer (4)                                   | Andy Murray (1)                                     | 6–3, 6–4, 7–6(11)                                   |
| 2011        | Novak Đoković (2)                                   | Andy Murray (2)                                     | 6–4, 6–2, 6–3                                       |
| 2012        | Novak Đoković (3)                                   | Rafael Nadal (1)                                    | 5–7, 6–4, 6–2, 6(5)–7, 7–5                          |
| 2013        | Novak Đoković (4)                                   | Andy Murray (3)                                     | 6(2)–7, 7–6(3), 6–3, 6–2                            |
| 2014        | Stan Wawrinka                                       | Rafael Nadal (2)                                    | 6–3, 6–2, 3–6, 6–3                                  |
| 2015        | Novak Đoković (5)                                   | Andy Murray (4)                                     | 7–6(5), 6(4)–7, 6–3, 6–0                            |
| 2016        | Novak Đoković (6)                                   | Andy Murray (5)                                     | 6–1, 7–5, 7–6                                       |
| 2017        | Roger Federer (5)                                   | Rafael Nadal (3)                                    | 6–4, 3–6, 6–1, 3–6, 6–3                             |
| 2018        | Roger Federer (6)                                   | Marin Čilić                                         | 6–2, 6(5)–7, 6–3, 3–6, 6–1                          |
| 2019        | Novak Đoković (7)                                   | Rafael Nadal (4)                                    | 6–3, 6–2, 6–3                                       |
| 2020        | Novak Đoković (8)                                   | Dominic Thiem                                       | 6–4, 4–6, 2–6, 6–3, 6–4                             |
| 2021        | Novak Đoković (9)                                   | Daniil Medvedev (1)                                 | 7–5, 6–2, 6–2                                       |
| 2022        | Rafael Nadal (2)                                    | Daniil Medvedev (2)                                 | 2–6, 6(5)–7, 6–4, 6–4, 7–5                          |
| 2023        | Novak Đoković (10)                                  | Stefanos Tsitsipas                                  | 6–3, 7–6(4), 7–6(5)                                 |
| 2024        | Jannik Sinner (1)                                   | Daniil Medvedev (3)                                 | 3–6, 3–6, 6–4, 6–4, 6–3                             |
| 2025        | Jannik Sinner (2)                                   | Alexander Zverev                                    | 6–3, 7–6(4), 6–3                                    |

## Record

### Vittorie per nazione
| Pos. | Paese         | Titoli | Edizioni |
| ---- | ------------- | ------ | --- |
| 1    | Australia     | 50     | 1905, 1907, 1910, 1911, 1913, 1914, 1920, 1921, 1922, 1923, 1924, 1925, 1926, 1927, 1930, 1931, 1932, 1933, 1935, 1936, 1937, 1939, 1940, 1946, 1947, 1948, 1949, 1950, 1952, 1953, 1954, 1955, 1956, 1957, 1958, 1960, 1961, 1962, 1963, 1964, 1965, 1966, 1967, 1968, 1969, 1971, 1972, 1973, 1975, 1976 |
| 2    | Stati Uniti   | 17     | 1908, 1938, 1951, 1959, 1970, 1974, gen. 1977, dic. 1977, 1980, 1992, 1993, 1994, 1995, 1997, 2000, 2001, 2003 |
| 3    | Serbia        | 10     | 2008, 2011, 2012, 2013, 2015, 2016, 2019, 2020, 2021, 2023 |
| 4    | Svizzera      | 7      | 2004, 2006, 2007, 2010, 2014, 2017, 2018 |
| 5    | Svezia        | 5      | 1983, 1984, 1985, 1987, 1988 |
| 6    | Regno Unito   | 4      | 1915, 1919, 1929, 1934 |
| 7    | Rep. Ceca     | 3      | 1989, 1990, 1998 |
| 8    | Nuova Zelanda | 2      | 1906, 1909 |
| 8    | Argentina     | 2      | 1978, 1979 |
| 8    | Sudafrica     | 2      | 1981, 1982 |
| 8    | Germania      | 2      | 1991, 1996 |
| 8    | Russia        | 2      | 1999, 2005 |
| 8    | Spagna        | 2      | 2009, 2022 |
| 8    | Italia        | 2      | 2024, 2025 |
| 15   | Irlanda       | 1      | 1912 |
| 15   | Francia       | 1      | 1928 |